# 14歳 (映画)
『14歳』は、2007年製作の日本映画。第16回PFFスカラシップ作品。
アルバトロス・フィルムが宣伝協力をしている。
2007年のロッテルダム国際映画祭でNETPAC賞（最優秀アジア映画賞）を、2008年に芸術選奨新人賞を受賞した。

## ストーリー
14歳の時に罪を犯した深津綾と、その現場を見てしまった同級生の杉野浩一は、26歳になって再会する。中学校の教師になった深津は、教え子の一原知恵に憎まれてしまい、特技のピアノを生かして雨宮大樹という少年にピアノを教えるアルバイトを始めた杉野は、大樹と彼の母の歪んだ関係を目の当たりにする。ふたりは、それぞれが14歳という存在と向き合わざるを得なくなっていく。

## キャスト
- 並木愛枝 - 深津綾
- 河原実咲 - 深津綾（14歳）
- 廣末哲万 - 杉野浩一
- 榎本宇伸 - 杉野浩一（14歳）
- 香川照之 - 小林真
- 染谷将太 - 雨宮大樹
- 小根山悠里香 - 一原知恵
- 藤井かほり - 雨宮純子
- 渡辺真起子 - 一原京子
- 石川真希 - 上村久代